# 穿越时空
《穿越时空》（又译作）是史克威尔（现在的史克威尔艾尼克斯）开发的一款電子角色扮演遊戲，适用PlayStation平台。它是1995年在超级任天堂上发行的《时空之轮》的续作。《穿越时空》主要是由《时空之轮》的编剧及监督加藤正人及其他设计人员（包括艺术总监本根康之、作曲家光田康典）开发的。結城信輝设计了游戏中的角色。
遊戲的故事以平行宇宙为主题，主角為少年塞吉（Serge）。塞吉得知平行世界中的自己于幼年夭折，於是试图找到两个世界分离的真相。神偷基德（Kid）以及许多其他人物協助他在热带群島厄尔尼多（El Nido）周遊。塞吉在努力发现自己的过去並寻找神秘的「冰冻之炎」（凍てついた炎）的过程中，也時常受到神出鬼没的敌人山猫（ヤマネコ）的阻撓。
游戏于1999年在日本、2000年在北美發行，得到了媒體評論的好评，在Gamespot得到了滿分的10分。本作在全球出貨了150万份。史克威尔还发行了“千禧年版”，里面含有日历、时钟和音乐光碟。
复刻版《穿越时空：Radical Dreamers Edition》于2022年4月7日发售，登陆Microsoft Windows、任天堂Switch、PlayStation 4和Xbox One平台。

## 游戏玩法

### 角色系統
《穿越时空》總共有超過40個可玩的角色，每一個都有自己存在於遊戲世界中的理由。玩家可以邀請任何角色加入自己的隊伍。多維的冒險成功地編織出了一個史詩般的故事，情節中會因此存在大量的變化。

### 戰鬥系統
《穿越时空》的戰鬥形態不再是等待角色的體力條慢慢充滿，玩家有了一個包含七個體力點的長條，在任何時刻都可以使用這些點。不同的攻擊方式和魔法符咒會消耗不同數量的點數，這為戰鬥帶來了新的策略成分。遊戲中最強大的攻擊會消耗所有的7個點。和前作一樣，某些角色與適當的隊友聯合時可以進行合體攻擊。加之從戰鬥中逃走甚至還Boss相遇時也一樣和戰鬥中隊伍自動治療等等小的改變，由於與組隊成員也有相當關係，提供玩家更多變的選擇。

### 道具系統
這遊戲沒有一般RPG所謂的道具，而是將魔法和道具全都集合作成屬性元素（エレメント）。共分成紅、藍、黃、綠、黑、白六種屬性，紅藍、黃綠、黑白互剋，各色有不同的魔法，有些元素是具有道具的功能的。元素是道具，同時也是魔法，像是紅屬性的元素就可以用來回復體力，但使用上不像一般RPG的道具這麼方便能夠大量且能重複使用，有些回復的元素只能在戰鬥中使用，有些元素還可以叫出召喚獸來戰鬥。

### 顏色系統
本作的顏色系統應用貫穿了道具、防備及戰鬥等部份，戰場上有所謂的屬性顏色，每個戰場都有一定顏色屬性，戰鬥畫面左上方的3個圓圈來表示，一個戰場會有多種顏色屬性。使用某種屬性的元素會給戰場染上這種顏色屬性。大部分元素會從最裡面一圈染色，然後原來的最裡圈變為第二圈，第二圈變為最外圈，直到最外圈後消失。當戰場全部被染成某種顏色時，這種屬性的元素的威力和具有這種屬性的人物或敵人攻擊力都加強；反之，相剋屬性的元素和人物威力都變弱。例如某屬性的召喚的同時，只有在戰場全部被染成某種屬性時才能使用這種屬性的召喚。

## 故事

### 世界觀
《穿越时空》的劇情主要發生在兩個世界：原生世界（Home World）和異世界（Another World）的故事，本作的世界本身就劃分為成不同的平行空間，世界未來被“拉沃斯”（ラヴォス）所毀滅的空間（CT時間軸）和世界未被“拉沃斯”毀滅的空間（CC時間軸），這個世界是從前作《超時空之鑰》時間線AD1000年（前代CT內容，克羅諾等人拯救世界後回到的時間）開始分裂的，或者可以說是從AD1999年（前代CT中，克羅諾等人拯救世界的時間）正式分裂的。因此，被毀滅的未來異世界（Another World）是真正的未來。而原生世界（Home World）才是被分裂出來的平行空間。

### 劇情
男主角塞吉和朋友莉娜離開村莊約會時，在海邊睡著的塞吉醒後發現莉娜已經不在了，反而在身邊是一位從未見過面的人。當塞吉回到自己的村莊後發現村中的景物，與剛才不一樣了，當他來到海邊找到莉娜後，發現莉娜並不認識他了，在談話中才知道此時已經是10年以後的世界，莉娜告訴他說村子裡確實有一位相同名字是塞吉的人，但是他已經在10年前一次事故中過世了，而他的媽媽也在那幾年後去世了。塞吉一聽已經過了10年非常難以相信，直到莉娜帶他見到了塞吉的墓。從問其他人情報得知，他逐漸推測出是時空錯亂。

## 角色
塞吉：
本作男主角，塞吉是出生在阿魯尼村的普通漁民家庭的孩子，一直過著寧靜的生活，但是13年前，6歲的塞吉被一個黑豹咬傷而中毒，生命垂危，因為當地沒有人能夠醫治，所以他的父親荷月與朋友莉娜的父親米格爾一起冒險帶他出海去馬布勒求助當地醫生。他們的船在路上遇到了風暴，一去不回，而塞吉卻奇跡似的康復。17歲那年，他在與莉娜約會的時候意外到了另一個相同的世界，卻發現有個與自己相同的人在那里就死了，為揭開事情的真相，他踏上旅程。
基德：
本作女主角，基德是出現在厄爾尼多的神秘旅人，她自稱是盜賊團“Radical Dreamers”的一員，那組織只有她一個人而已。似乎沒有人真正知道她的身世。但事實上，吉德是被科學家露卡“偶然”撿到並收養的孩子。1015年，露卡的家被人縱火燒盡，露卡下落不明，基德才成為一名盜賊。巧遇塞吉(Serge)後幫助他去尋找真相，卻意外發現自己的身世。